# Distrito electoral local 14 de Chihuahua
El Distrito electoral local 14 de Chihuahua es uno de los 22 Distritos Electorales en los que se encuentra dividido el territorio del estado de Chihuahua. Su cabecera es Cuauhtémoc.
Desde el proceso de redistritación de 2022 está formado únicamente por el municipio de Cuauhtémoc.

## Distritaciones anteriores

### Distritación de 1968
En ese entonces tuvo su cabecera en Ciudad Juárez, y abarcaba los municipios de Guadalupe, Práxedis G. Guerrero y la zona este del Municipio de Juárez.

### Distritación de 1989
En la distritación de 1989 este distrito continuó teniendo su cabecera en Ciudad Juárez.

### Distritación de 1995
Para 1995 el distrito pasó a tener cabecera en Cuauhtémoc abarcando los municipios de Cuauhtémoc, Dr. Belisario Domínguez, Gran Morelos, General Trías, Riva Palacio y San Francisco de Borja.

### Distritación de 1997
En 1997 pasó a tener su cabecera en Guerrero, abarcando los municipios Bocoyna, Chínipas, Guazapares, Guerrero, Maguarichi, Moris, Ocampo, Urique y Uruachi.

### Distritación de 2012
Para 2012 el distrito continuó con cabecera en Guerrero, abarcando los municipios de Bocoyna, Carichí, Cusihuiriachi, Chínipas, Dr. Belisario Domínguez, General Trías, Gran Morelos, Guazapares, Guerrero, Maguarichi, Nonoava, San Francisco de Borja, y Urique.

### Distritación de 2015
Entre 2015 y 2022 el distrito pasó a tener cabecera en Cuauhtémoc abarcando los municipios de Cuauhtémoc y Riva Palacio.

## Diputados por el distrito
| Diputado                            | Grupo parlamentario | Legislatura | Periodo     | Cabecera distrital Según cada distritación |
| ----------------------------------- | ------------------- | ----------- | ----------- | ------------------------------------------ |
| Roberto Delgado Urias               |                     | XLIX        | 1968 - 1971 | Ciudad Juárez                              |
| Leonel de la Rosa Carrera           |                     | L           | 1971 - 1974 | Ciudad Juárez                              |
| Amadeo Murillo Vázquez              |                     | LI          | 1974 - 1977 | Ciudad Juárez                              |
| Rafael Vega Gómez                   |                     | LII         | 1977 - 1980 | Ciudad Juárez                              |
| José Jaime Muñoz Reyez              |                     | LIII        | 1980 - 1983 | Ciudad Juárez                              |
| Rafael Terrazas Cienfuegos          |                     | LIV         | 1983 - 1986 | Ciudad Juárez                              |
| Manuel Primo Corral                 |                     | LV          | 1986 - 1989 | Ciudad Juárez                              |
| Ramón Galindo Noriega               |                     | LVI         | 1989 - 1992 | Ciudad Juárez                              |
| Adalberto Balderrama Fernández      |                     | LVII        | 1992 - 1995 | Ciudad Juárez                              |
| Jaime Enríquez Ordóñez              |                     | LVIII       | 1995 - 1998 | Cuauhtémoc                                 |
| Carlos Comadurán Amaya              |                     | LIX         | 1998 - 2001 | Guerrero                                   |
| Jesús Alfredo Velarde Guzmán        |                     | LX          | 2001 - 2004 | Guerrero                                   |
| José Antonio Comaduran Amaya        |                     | LXI         | 2004 - 2007 | Guerrero                                   |
| Alma Rosa Núñez González            |                     | LXII        | 2007 - 2010 | Guerrero                                   |
| Gloria Guadalupe Rodríguez González |                     | LXIII       | 2010 - 2013 | Guerrero                                   |
| Águeda Torres Varela                |                     | LXIV        | 2013 - 2016 | Guerrero                                   |
| Miriam Marlen Rodríguez             |                     | LXIV        | 2013        | Guerrero                                   |
| Francisco Malaxechevarría González  |                     | LXV         | 2016 - 2018 | Cuauhtémoc                                 |
| Obed Lara Chávez                    |                     | LXVI        | 2018 -2021  | Cuauhtémoc                                 |
| Saúl Mireles Corral                 |                     | LXVII       | 2021 -      | Cuauhtémoc                                 |

## Resultados Electorales

### 2016
|  | 44.92 % |

|  | 30.68 % |

|  | 3.36 % |

|  | 7.42 % |

|  | 4.48 % |

|  | 4.62 % |

|  | 0.14 % |

|  | 4.37 % |

|  | 100.00 % |

### 2013
|  | 33.76 % |

|  | 44.99 % |

|  | 3.20 % |

|  | 1.33 % |

|  | 1.77 % |

|  | 0.28 % |

|  | 7.69 % |

|  | 0.32 % |

|  | 6.65 % |

|  | 100.00 % |

### 2010
|  | 39.75 % |

|  | 46.02 % |

|  | 1.01 % |

|  | 0.87 % |

|  | 1.21 % |

|  | 0.37 % |

|  | 5.32 % |

|  | 0.08 % |

|  | 5.35 % |

|  | 100.00 % |

### 2007
|  | 33.20 % |

|  | 53.74 % |

|  | 5.06 % |

|  | 1.06 % |

|  | 0.88 % |

|  | 0.50 % |

|  | 0.03 % |

|  | 5.54 % |

|  | 100.00 % |

### 2004
|  | 36.11 % |

|  | 57.77 % |

|  | 0.01 % |

|  | 6.12 % |

|  | 100.00 % |

### 2001
|  | 27.77 % |

|  | 57.47 % |

|  | 9.58 % |

|  | 0.33 % |

|  | 0.75 % |

|  | 0.00 % |

|  | 0.00 % |

|  | 0.01 % |

|  | 4.09 % |

|  | 100.00 % |

### 1998
|  | 29.57 % |

|  | 58.25 % |

|  | 6.77 % |

|  | 0.39 % |

|  | 0.50 % |

|  | 0.0 % |

|  | 0.00 % |

|  | 0.04 % |

|  | 4.49 % |

|  | 100.00 % |

### 1995
|  | 39.07 % |

|  | 51.81 % |

|  | 4.47 % |

|  | 0.21 % |

|  | 0.58 % |

|  | 1.70 % |

|  | 0.00 % |

|  | 0.02 % |

|  | 2.14 % |

|  | 100.00 % |

### 1992
|  | 61.68 % |

|  | 34.60 % |

|  | 0.21 % |

|  | 0.23 % |

|  | 1.00 % |

|  | 0.00 % |

|  | 0.00 % |

|  | 0.00 % |

|  | 0.01 % |

|  | 1.19 % |

|  | 100.00 % |

### 1989
|  | 50.61 % |

|  | 41.93 % |

|  | 0.65 % |

|  | 0.18 % |

|  | 1.16 % |

|  | 0.00 % |

|  | 0.00 % |

|  | 1.80 % |

|  | 0.00 % |

|  | 3.67 % |

|  | 100.00 % |

### 1986
|  | 39.37 % |

|  | 56.58 % |

|  | 0.12 % |

|  | 0.58 % |

|  | 0.08 % |

|  | 0.26 % |

|  | 0.10 % |

|  | 2.87 % |

|  | 0.03 % |

### 1983
|  | 59.91 % |

|  | 31.37 % |

|  | 0.43 % |

|  | 0.32 % |

|  | 0.78 % |

|  | 0.21 % |

|  | 0.10 % |

|  | 0.00 % |

|  | 6.89 % |

|  | 100.00 % |

### 1980
|  | 23.73 % |

|  | 69.57 % |

|  | 2.29 % |

|  | 0.00 % |

|  | 1.39 % |

|  | 3.02 % |

|  | 0.00 % |

|  | 0.00 % |

|  | 0.00 % |

|  | 100.00 % |